# Lukavice (okres Ústí nad Orlicí)
Obec Lukavice (německy Lukawitz) se nachází v Žamberské pahorkatině v okrese Ústí nad Orlicí v Pardubickém kraji. Obec protáhlého uličního tvaru leží v těsné blízkosti města Žamberk, při silnici II/310 spojující Žamberk a Letohrad. Sídlem protéká drobný potok Lukavice, jenž se při jižním okraji vesnice vlévá do Lukavického potoka, přítoku Tiché Orlice. Severní část obce plynule navazuje na zástavbu Žamberka, se kterým tak vytváří společnou aglomeraci. Žije zde přibližně 1 200 obyvatel.

## Historie
První písemná zmínka o obci pochází z roku 1354.

## Doprava
Jižním okrajem obce prochází od roku 1874 železniční trať Týniště nad Orlicí – Letohrad se zastávkou Lukavice v Čechách.

## Zajímavosti
Obec Lukavice získala prvenství v soutěži Vesnice roku Pardubického kraje 2017, díky němuž postoupila do celostátního kola Vesnice roku 2017, kde skončila na druhém místě.

## Pamětihodnosti
- Kostel svatého Filipa a Jakuba. Nynější podoba je výsledkem barokní přestavby v letech 1720–1721; z původně gotického kostela se dochovalo zdivo presbytáře.
- Sousoší Kalvárie u tohoto kostela
- Kaplička, při silnici na severní hranici obce, z 19. století
- Lípy u kapličky, skupina šesti památných stromů (u zmíněné kapličky; 50°4′17″ s. š., 16°28′49″ v. d.)
- Lukavický dub, památný dub letní, v obci u čp. 127 (v postranní ulici asi 180 m jižně od školy; 50°3′32″ s. š., 16°28′51″ v. d.)

## Kulturní a sportovní akce
- dětský maškarní karneval (pořadatel TJ Lukavice)

## Galerie

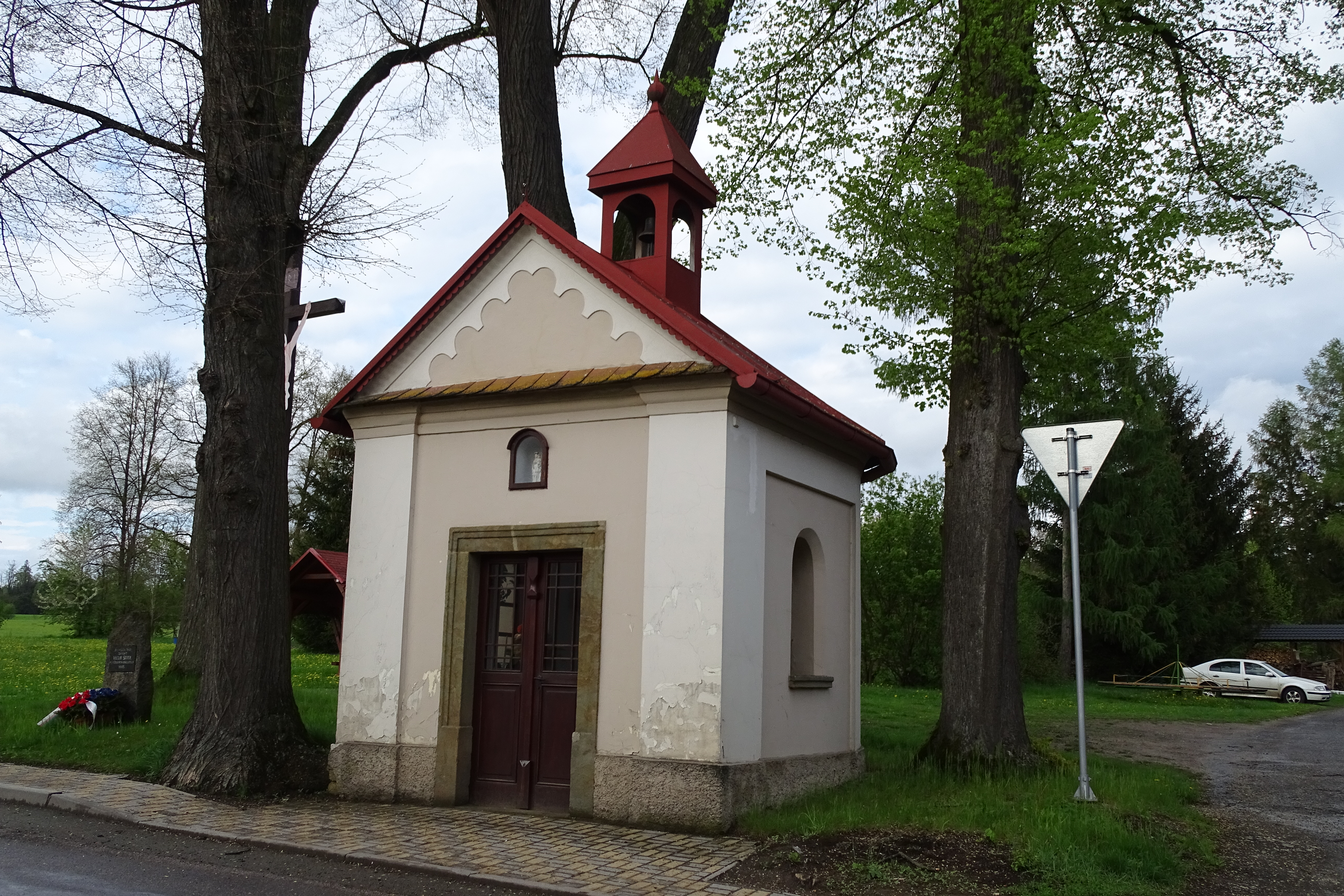
Kaple u silnice
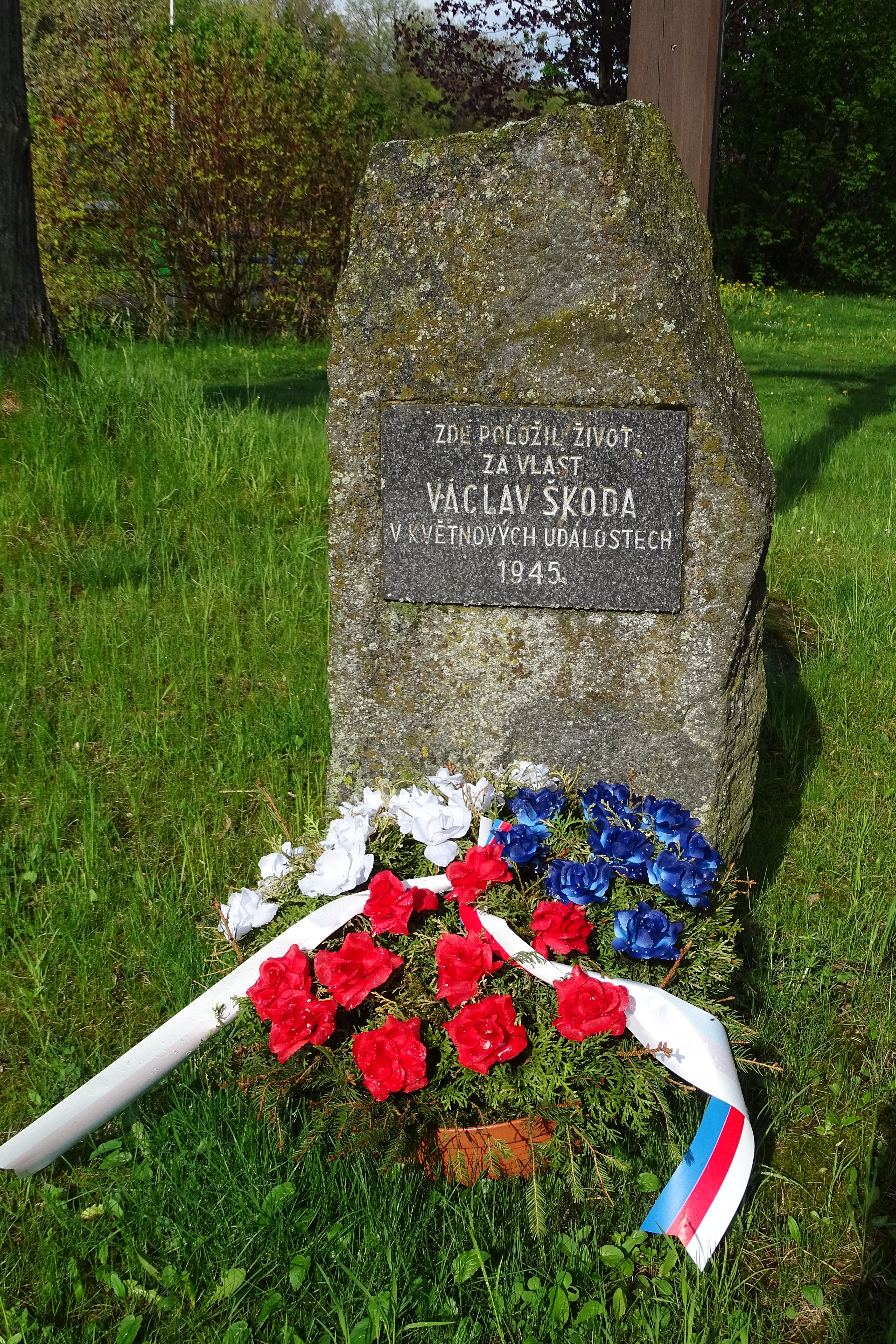
Pomník Václavu Škodovi
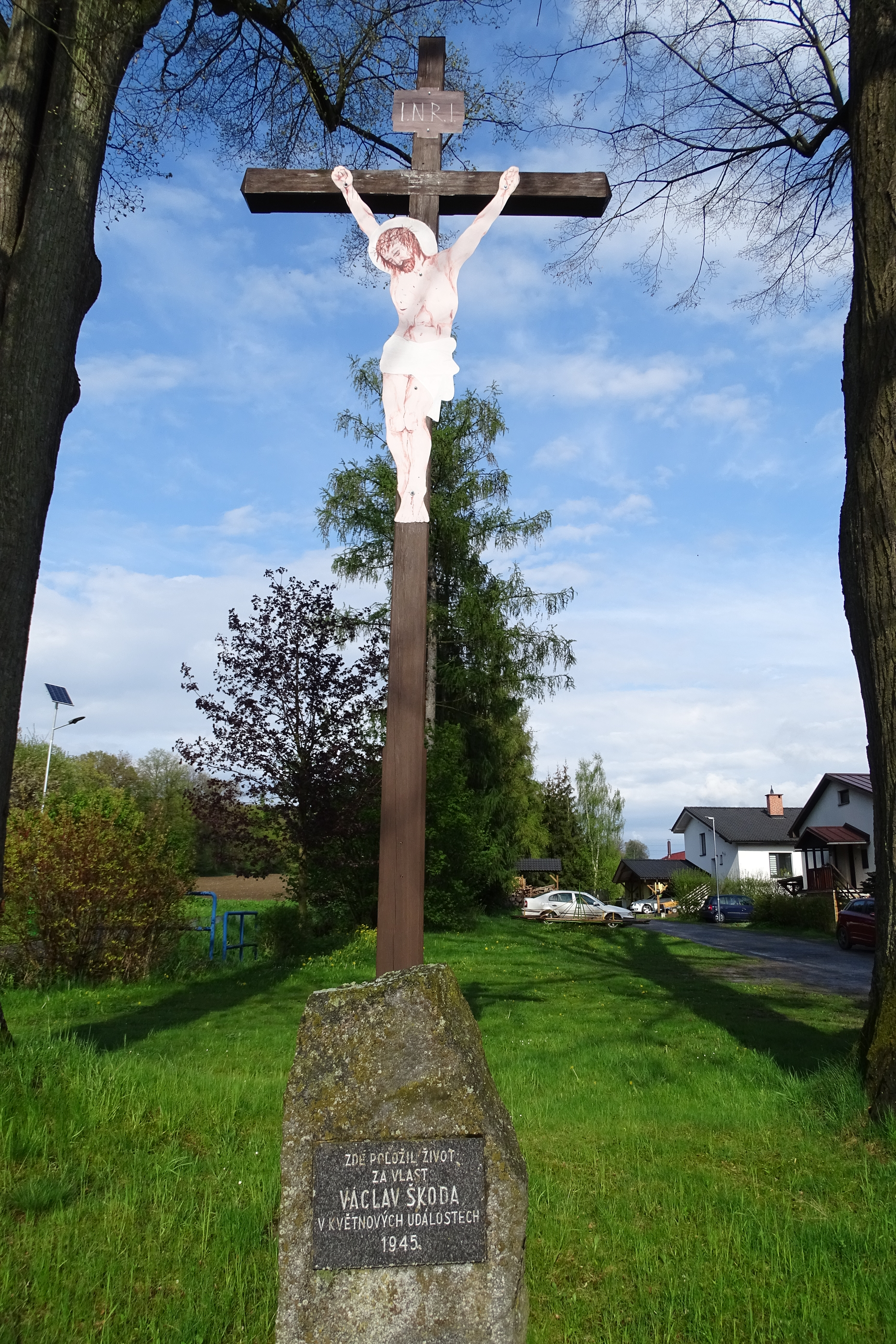
Dřevěný kříž u kaple